# Š’ Ťin-čching
Š’ Ťin-čching (čínsky pchin-jinem Shī Jìnqīng, znaky zjednodušené 施进卿, tradiční 施進卿; † 1421) byl v prvních desetiletích 15. století správce Starého přístavu (Ťiou kang, 舊港) u Palembangu). Byl to čínský muslim (Chuej) jehož předkové pocházeli z Chang-čou.
Roku 1407 se do Číny vracelo z Indického oceánu loďstvo Čeng Chea ze své první plavby. Ve Starém přístavu u Palembangu tehdy žilo několik tisíc Číňanů, místo kontroloval jistý Čchen Cu-i (陈祖義), který olupoval proplouvající obchodní lodě (či z jiného pohledu vybíral daně). Š’ Ťin-čching Čchena Cu-iho obvinil, že poslušnost vůči říši Ming pouze předstírá, ale ve skutečnosti chce Čeng Cheovy lodě napadnout. Čeng Cheovo loďstvo poté rozdrtilo Čchenovy síly, přičemž zabilo 5000 lidí, sedm lodí zajalo a deset spálilo. Čchen sám padl do zajetí. Š’ Ťin-čching byl poté čínskou vládou jmenován „usmiřujícím správcem“ a převzal kontrolu nad Starým přístavem.
Po smrti Š’ Ťin-čchinga roku 1421 se o moc svářili jeho syn Š’ Ťi-sun (施济孙) a dcera Š’ Tcha-niang. Čeng Che připlul z Číny a určil nástupcem Š’ Ťi-suna.